# ANP32E
ANP32E‏ (Acidic nuclear phosphoprotein 32 family member E) هوَ بروتين يُشَفر بواسطة جين ANP32E في الإنسان.